# Aguas de Barcelona

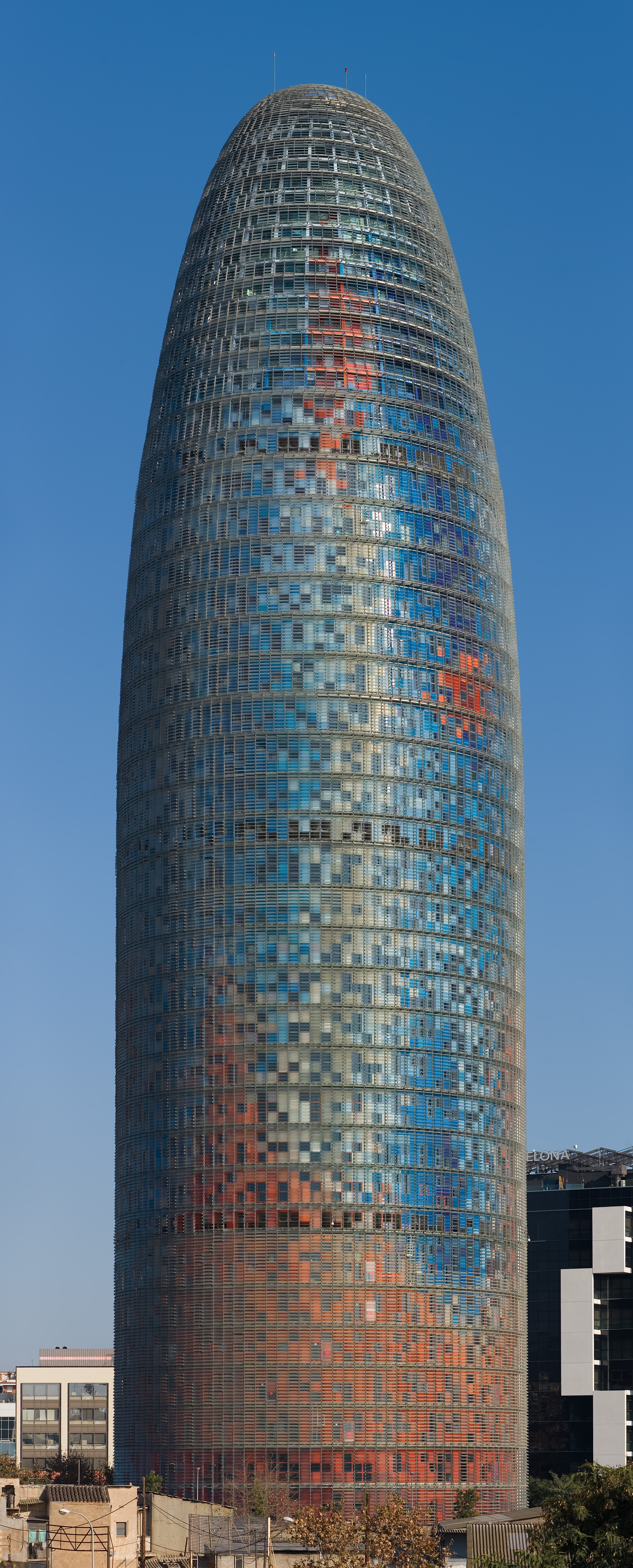
Torre Agbar, antigua sede de Aguas de Barcelona

Aguas de Barcelona, legalmente denominada Sociedad General de Aguas de Barcelona, S. A. U. (en catalán, Societat General d'Aigües de Barcelona), es la sociedad encargada de gestionar los servicios relacionados con el ciclo integral del agua, como el suministro de agua potable y alcantarillado en la ciudad de Barcelona y en los 36 municipios de su área metropolitana, prestando servicio a una población de en torno a tres millones de habitantes.

## Historia
La historia de la compañía se remonta a 1867 cuando se constituye en la ciudad belga de Lieja la Compagnie des Eaux de Barcelone. Cuatro años más tarde la Empresa Concesionaria de Aguas Subterráneas del Río Llobregat inicia sus actividades en la ciudad de Barcelona. En 1882, la compañía belga es adquirida por una empresa de capital francés e inmediatamente se constituye en París la Sociedad General de Aguas de Barcelona. En 1887 esta nueva compañía adquiere la Empresa Concesionaria de Aguas Subterráneas del Río Llobregat y a partir de ahí va creciendo cada progresivamente con la compra de compañías de distinto tamaño que operaban en el ámbito de la ciudad Barcelona tales como la Compañía de Aguas de Sants o la sociedad británica Barcelona Besòs Waterworks Company Limited.
En 1919 la compañía pasa a manos de capital español tras la adquisición de la totalidad de las acciones de la sociedad francesa y su sede pasa a ubicarse en número 39 de la barcelonesa calle de paseo de San Juan iniciando además su cotización en bolsa.
En 1940, Aguas de Barcelona suministraba agua a unos 75 000 clientes de la ciudad de Barcelona y poblaciones cercanas. Dos décadas más tarde, ese número ya había subido hasta los 250 000 clientes con la inauguración entremedias de la planta de tratamiento de San Juan Despí, la primera gran potabilizadora de Cataluña. A finales de la década de los 60, la sociedad suministra agua a cerca de 1 000 000 de clientes.
A finales del siglo XX, la compañía ya contaba con 1 200 000 clientes. En esta última parte del siglo los esfuerzos principales de la misma se centraron en la aplicación de nuevos sistemas para mejorar el sabor del agua. Además tuvo que hacer frente a desafío que supuso la concentración humana que experimentó Barcelona durante la celebración de los Juegos Olímpicos del 92.
En 2005 la sociedad inaugura su nueva sede social: la Torre Agbar, la cual pasaría a convertirse en uno de los referentes arquitectónicos y turísticos de Barcelona.
En julio de 2009, Aguas de Barcelona integra en su red la planta desalinizadora de El Prat de Llobregat, la más grande de Europa, capaz de satisfacer hasta el 25 % del consumo diario de agua del área metropolitana de Barcelona.
Desde 2014 el accionariado de la empresa mixta público-privada Aguas de Barcelona, encargada de la gestión del ciclo integral del agua en el área metropolitana de Barcelona, está constituido por Agbar (70 %), AMB (15 %) y Criteria Caixa (15 %). El Grupo Agbar es a su vez una filial de «Suez España», propiedad de la multinacional francesa Suez.